# Cross Season
Singles de Nami Tamaki
Sanctuary
(2006) Brightdown
(2007)
Cross Season est le 13e single de Nami Tamaki sorti sous le label Sony Music Entertainment Japan le 14 mars 2007 au Japon. Il atteint la 23e place du classement de l'Oricon, et reste classé pendant 4 semaines.
Cross Season a été utilisé comme thème musical pour Sports URUGUS. Cross Season se trouve sur l'album Don't Stay et sur l'album remix Reproduct Best.

## Liste des titres
| 1. | Cross Season                | Asakura Makoto | Asakura Daisuke    | 5:28 |
| 2. | I Can Fly                   | 夏野芹子       | 森重樹一, 神田和幸 | 5:19 |
| 3. | Lost and Found              | mavie          | nishi-ken          | 4:01 |
| 4. | Cross Season (Instrumental) | Asakura Makoto | Asakura Daisuke    | 5:26 |